# Leptopsyllus (Leptopsyllus) reductus
Leptopsyllus (Leptopsyllus) reductus is een eenoogkreeftjessoort uit de familie van de Paramesochridae. De wetenschappelijke naam van de soort is voor het eerst geldig gepubliceerd in 1948 door Lang.